# Marktplaats.nl
Marktplaats.nl is een Nederlandse advertentiewebsite/marktplaats. De site trekt medio 2022 naar eigen zeggen maandelijks ruim 8 miljoen bezoekers.

## Geschiedenis
De website werd opgericht door Rene van Mullem; op 19 mei 1999 werd het domein marktplaats.nl vrijgegeven. Het aanbieden van advertenties was in de beginperiode altijd gratis. Ook in de latere jaren was dat overigens het geval, echter wel met een aantal beperkingen. De site trok al gauw veel bezoekers en het aantal online advertenties groeide gestaag. In 2010 werden ruim 260.000 nieuwe advertenties per dag geplaatst en waren er zo'n 6 miljoen advertenties actief. Eind 1997 werd Marktplaats.nl op aanraden van Bob Crébas voor fl 600.000 - ca. € 273.000 - overgenomen door Het Goed uit Emmeloord, een landelijke keten van kringloopwinkels. Op 10 november 2004 werd de site voor een bedrag van 225 miljoen euro verkocht aan het Amerikaanse internetveilinghuis eBay. Medio 2015 was het volgens Alexa Internet de elfde website qua bezoekers in Nederland. In juli 2020 verkocht eBay de site aan het Noorse Adevinta.

## Commercieel succes
Marktplaats.nl werd pas winstgevend nadat men 6 euro moest gaan betalen voor een advertentie met een productwaarde van 200 euro en hoger of het aanbieden van diensten. Sinds 2006 dient men in rubrieken als Auto's, Vakantie, Watersport, Woningen, Diensten en Zakelijke goederen (30% van het totaal aantal rubrieken) 9 of 25 euro te betalen om te adverteren; de 200 eurogrens is vervallen. Bovendien is er voor sommige betaalde rubrieken (zoals Auto's) een automatische verlenging van toepassing, die stopt na het verwijderen van de advertentie door de adverteerder. Door deze laatste wijziging kunnen de advertentiekosten – en derhalve inkomsten voor Marktplaats – flink oplopen.

## Kritiek
In november 2005 zond Netwerk een reportage uit met de naam De schaduwkant van de website Marktplaats.nl. Hoewel redacteuren van de website tijd steken in het voorkomen van handel in verboden en gestolen goederen (heling), blijkt dit niet altijd voorkomen te kunnen worden.